# Friedrich Wilhelm Schneider (Forstwissenschaftler)

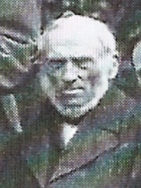
Wilhelm Schneider ca. 1868

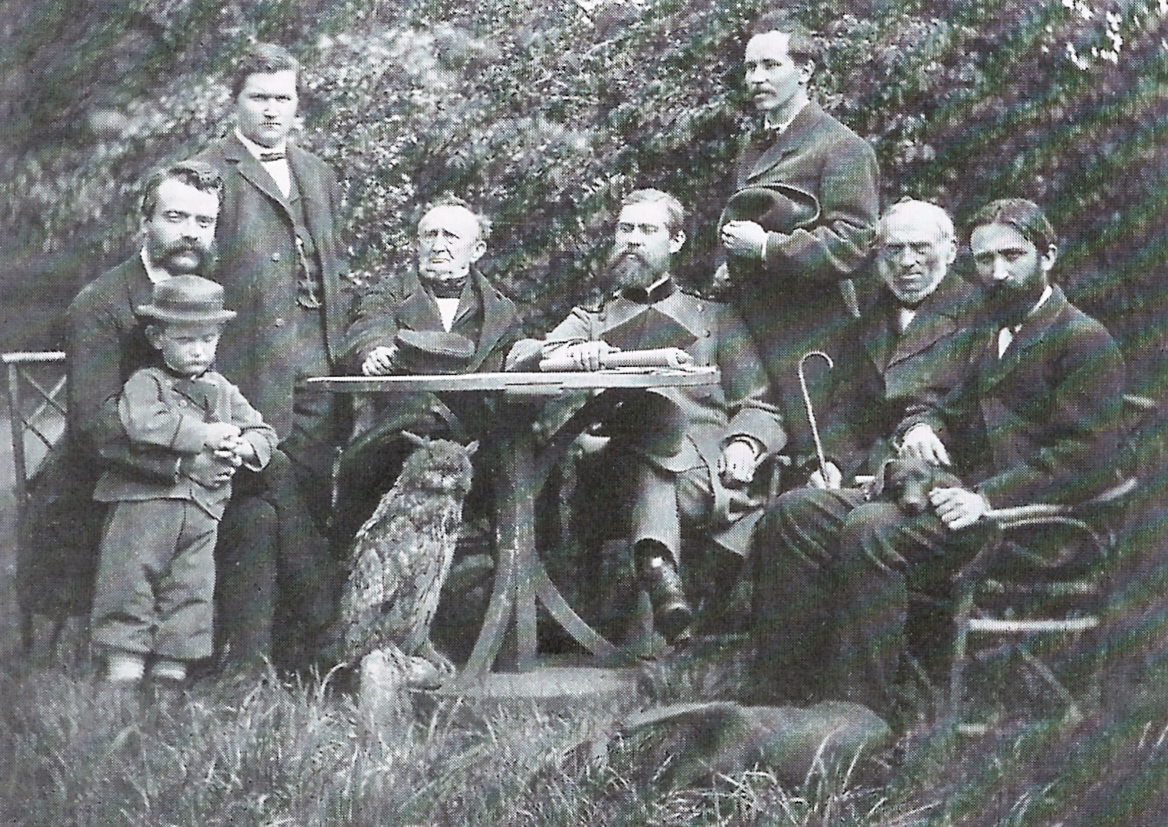
Wilhelm Schneider (2.v.r.) im Kreise seiner Lehrerkollegen der Forstakademie Eberswalde (v.r.): Friedrich Wilhelm Schütze, Schneider, Adolf Remelé, Bernhard Danckelmann, Julius Theodor Christian Ratzeburg und Robert Hartig mit Peter Danckelmann im Arm. Aufnahme von Adolf Remelé, ca. 1868.

Friedrich Wilhelm Schneider (meist Wilhelm Schneider; * 12. Februar 1801 in Rothensee bei Magdeburg; † 4. November 1879 in Eberswalde) war ein deutscher Forstwissenschaftler und Mathematiker. Als Geheimer Regierungsrat lehrte er fast 50 Jahre lang als Professor der Chemie an der Königlichen Forstakademie zu Eberswalde.
Schneider wurde als Sohn eines Oberförsters geboren. Er besuchte erst die Dorfschule und kam dann in das Pädagogium nach Gießen. Später studierte er an der privaten Forstschule in Darmstadt.
Er war auch Herausgeber des Forst- und Jagdkalenders.